# Tabernaemontana sananho
Tabernaemontana sananho es una especie arbórea del género Tabernaemontana perteneciente a la familia Apocynaceae. Es utilizada dentro de la medicina tradicional y considerada una planta sagrada por las culturas originarias en donde se distribuye.

## Descripción
Es considerado un arbusto alto o un árbol pequeño que puede llegar hasta los 7 u 8 metros de altura. Presenta un tallo delgado sin ramificaciones. Las hojas van de 15 a 25 cm de largo por 8 a 13 cm de ancho. Las flores son blancas con cinco sépalos.

## Distribución
T. sananho se distribuye en la capa del sotobosque de las selvas tropicales perennes de las tierras bajas en el norte del América del Sur: desde la cuenca del Amazonas brasileño hasta Panamá, incluidos Colombia, Ecuador, las Guayanas, Perú, Surinam y Venezuela.

## Taxonomía
Tabernaemontana sananho fue descrita en forma conjunta por Hipólito Ruiz López y José Antonio Pavón y Jiménez y la descripción publicada en Florae Peruvianae, et Chilensis Prodromus 2: 22, pl. 144 en 1799.

## Importancia económica y cultural

### Usos en la medicina tradicional
En Colombia se ha utilizado para curar heridas oculares, mientras que en Brasil se utiliza un brebaje de raíces contra dolores reumáticos. Las hojas se utilizan contra la sífilis, la fiebre y como tónico cardíaco. Las raíces supuestamente funcionan contra abscesos, patologías de la piel y resfriados, mientras que la corteza se emplea como anticonceptivo y analgésico, además de estimulante para perros de caza. Una amplia gama de pueblos indígenas utiliza el árbol, entre ellos, por citar algunos ejemplos, el pueblo awajún del Perú y el awá, cofan, secoya, shuar, qao o kichwa del Ecuador, donde la sikta es considerada además una planta sagrada importante.

## Nombres comunes
- En Perú: uchu sanango (región San Martín, Perú)[1]
- En Ecuador: sikta (comunidades quechua pastaza),[2] kunapi (comunidades shuar)[3]